# Andrzej Bursa
Andrzej Bursa, né le 21 mars 1932 à Cracovie où il est mort le 15 novembre 1957, est un poète, écrivain, dramaturge et journaliste polonais. 

## Biographie
Après le lycée, Andrzej Bursa entame les études à la faculté de philosophie et d'histoire de l'université Jagellonne, mais un mois après il change pour la faculté de philologie, avec une spécialisation en langue bulgare. En février 1952, il épouse Ludwika Szémioth, étudiante à l'Académie des Beaux-Arts de Cracovie ; la même année, ils ont un fils Michał. De décembre 1954 à l'été 1957, il travaille comme journaliste pour Dziennik Polski à Cracovie. Sa mort était accompagné par le mythe du suicide, mais la cause réelle en est la maladie congénitale de l'aorte. Il est enterré au cimetière Rakowicki.
La période de création de Bursa n'a duré que trois ans. Ses écrits sont pleins de révolte, de brutalité et de cynisme, les poèmes, écrits le plus souvent en vers libres, sont naturalistes et anti-esthétiques, évitant toute compromission. Bursa fait partie des poètes très symboliques de sa génération, et il continue à exercer son influence aujourd'hui. Il est l'auteur de 37 poèmes, d'un roman, d'une pièce de théâtre et des nouvelles. 
Certains de ses poèmes furent traduits en français par Alice-Catherine Carls, dans la Panorama de la littérature polonaise du XXe siècle (éd. Karl Dedecius, Paris, Noir sur Blanc, 2000).